# SC Emma in het seizoen 1955/56
Het seizoen 1955/1956 was het tweede jaar in het bestaan van de Dordtse betaaldvoetbalclub Emma. De club kwam uit in de Hoofdklasse B en eindigde daarin op de 18e plaats, dit betekende dat de club degradeerde naar de Eerste divisie.

## Wedstrijdstatistieken

### Hoofdklasse B
|       | Alkmaar '54 | BVV   | D.F.C. | EDO   | Elinkwijk | Feijenoord | De Graafschap | GVAV  | MVV   | PSV   | Rapid JC | SHS   | Sittardia | Sportclub Enschede | SVV   | De Volewijckers | Willem II |
| ----- | ----------- | ----- | ------ | ----- | --------- | ---------- | ------------- | ----- | ----- | ----- | -------- | ----- | --------- | ------------------ | ----- | --------------- | --------- |
| Thuis | 1 – 1       | 1 – 3 | 1 – 7  | 0 – 1 | 1 – 5     | 1 – 2      | 0 – 6         | 1 – 1 | 1 – 3 | 1 – 4 | 1 – 0    | 0 – 1 | 1 – 5     | 1 – 4              | 0 – 4 | 3 – 4           | 1 – 1     |
| Uit   | 2 – 0       | 3 – 1 | 2 – 2  | 1 – 0 | 6 – 0     | 3 – 4      | 1 – 0         | 2 – 0 | 9 – 0 | 1 – 0 | 4 – 0    | 2 – 1 | 6 – 1     | 2 – 2              | 4 – 0 | 2 – 1           | 3 – 1     |

## Statistieken Emma 1955/1956

### Eindstand Emma in de Nederlandse Hoofdklasse B 1955 / 1956
| Stand | Gespeeld | Gewonnen | Gelijk | Verloren | Punten | Doelpunten voor | Doelpunten tegen |
| ----- | -------- | -------- | ------ | -------- | ------ | --------------- | ---------------- |
| 18e   | 34       | 2        | 5      | 27       | 9      | 28              | 105              |

### Topscorers
| Competitie \| # \| Naam \| \| \| ------ \| ------------------- \| -- \| \| 1. \| Janus van der Gijp \| 7 \| \| 1. \| Wim van der Gaag \| 7 \| \| 2. \| Bram van der Hoeven \| 4 \| \| 3. \| Bertus Buijtenhek \| 2 \| \| 3. \| Jan Hardenbol \| 2 \| \| 3. \| Eef Stolk \| 2 \| \| 3. \| Leo Veldhuis \| 2 \| \| 7. \| De Bruin \| 1 \| \| Totaal \| Totaal \| 28 \| |                     |      |
| # | Naam                | Goal |
| 1. | Janus van der Gijp  | 7    |
| 1. | Wim van der Gaag    | 7    |
| 2. | Bram van der Hoeven | 4    |
| 3. | Bertus Buijtenhek   | 2    |
| 3. | Jan Hardenbol       | 2    |
| 3. | Eef Stolk           | 2    |
| 3. | Leo Veldhuis        | 2    |
| 7. | De Bruin            | 1    |
| Totaal | Totaal              | 28   |